# ユベール・ド・ジバンシィ
ユベール・ジャム・マルセル・タファン・ド・ジバンシィ伯爵（Le comte Hubert James Marcel Taffin de Givenchy、1927年2月20日 – 2018年3月10日）は、フランスのファッションデザイナー。1952年にジバンシィを設立した。オードリー・ヘプバーンの個人的及び専門的なワードローブの多くやジャクリーン・ブーヴィエ・ケネディの服をデザインしていたことで有名。1970年にInternational Best Dressed Listに殿堂入りした。

## 幼年期
1927年2月20日にオワーズ県、ボーヴェでプロテスタントの家に生まれる。父はLucien Taffin de Givenchy (ジバンシィ侯爵) (1888–1930)であり、母は元Béatrice ("Sissi") Badin (1888–1976)である。イタリアのベニスにルーツを持つタファン・ド・ジバンシィ家（元の名前はTaffini）は、1713年に貴族に列され、このときの家長がジバンシィ侯爵となった。兄はJean-Claude de Givenchy (1925–2009)であり、家の侯国を受け継ぎ、最終的にパルファムジバンシィの社長となった。
1930年に父がインフルエンザにより死去した後は、母と母方の祖母に育てられた。母方の祖母はMarguerite Dieterle Badin (1853–1940)であり、Jules Badin (1843–1919) （歴史的なGobelins Manufactory及びBeauvais tapestry工場のオウナー及び工場長であった芸術家）の未亡人である。芸術的なBadinの家族には芸術的な職業に就く者が多かった。母方の曾祖父であるJules Dieterleはボーヴェ工場のデザインも行ったセットデザイナーであり、ここにはエリゼ宮の13点のデザインも含まれている。高祖父の1人はパリ・オペラ座のセットをデザインしている。
17歳の時にパリに移り、エコール・デ・ボザールで学んだ。

## 経歴
1945年にジャック・ファットのために最初のデザインを行った。その後、Robert PiguetやLucien Lelong (1946) のためにデザインを行い、当時まだ無名であったピエール・バルマンやクリスチャン・ディオールと一緒に仕事を行った。1947年から1951年まで、アヴァンギャルドのデザイナーエルザ・スキャパレリのために仕事を行った。

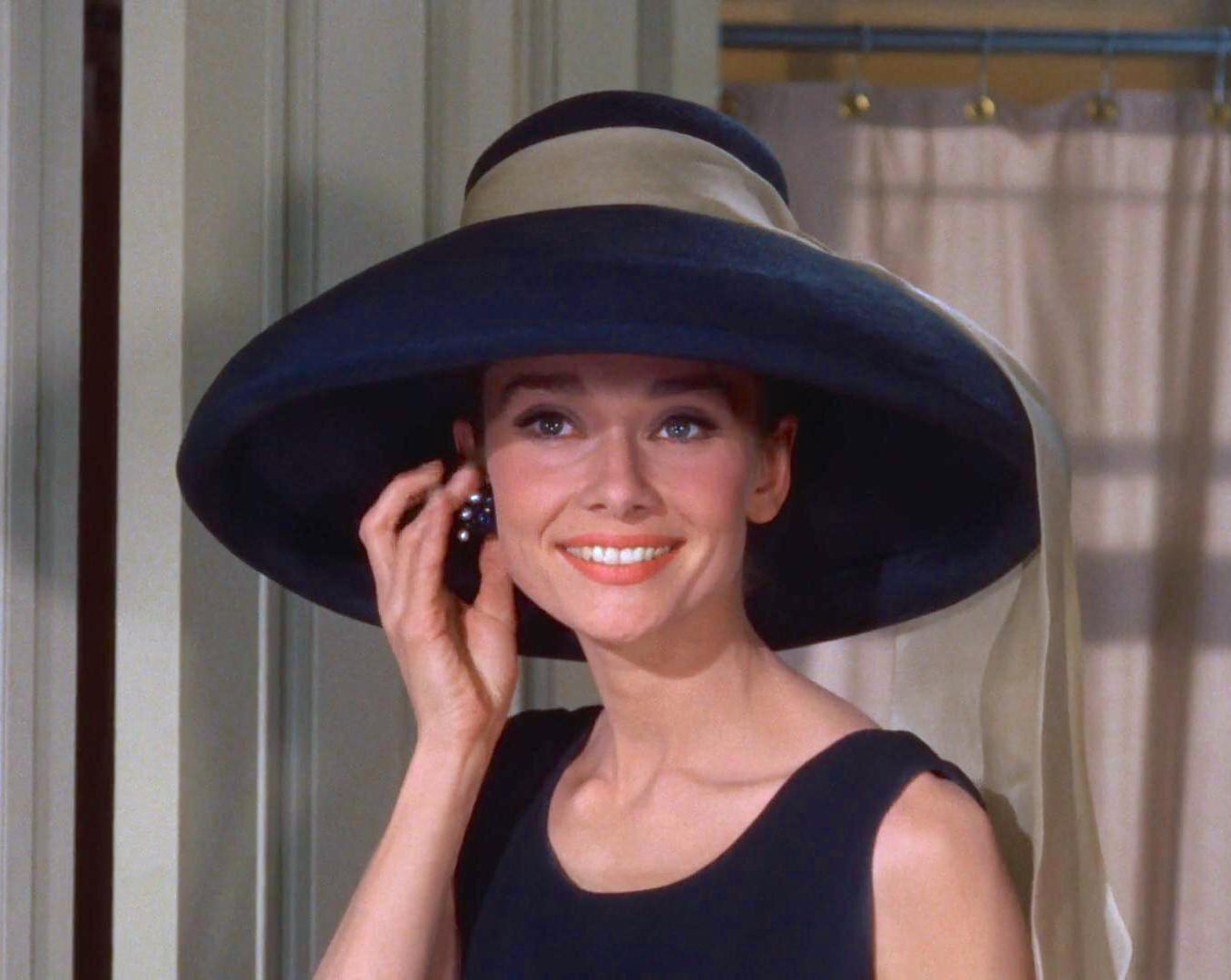
ジバンシィによりデザインされた『ティファニーで朝食を』におけるオードリー・ヘプバーンの帽子

1952年、パリのPlaine Monceauに自身のデザインハウスをオープンした。後に自身の最初のコレクションを、当時のパリのトップモデルにちなみ"Bettina Graziani"と命名した。ジバンシィのスタイルはディオールの保守的なデザインとは対照的に革新的なものであった。25歳の時、先進的なパリのファッションシーンにおいて最年少のデザイナーであった。最初のコレクションは経済的な理由からかなり安い生地を使用していたのが特徴であったが、そのデザインが好奇心をかきたてた。
後にジバンシィのファッションの最も有名な支持者となるオードリー・ヘプバーンがジバンシィと初めて出会ったのは、1953年の『麗しのサブリナ』の撮影中であった。その後、ヘプバーンが『ティファニーで朝食を』で着用した黒いドレスをデザインした。また、ヘプバーンのために初の香水コレクション(L'InterditとLe de Givenchy)を開発した。オードリー・ヘプバーンはその香水の顔となった。スターがフレグランスの広告キャンペーンの顔になったのはこれが初めてである。
当時、ジバンシィは憧れの存在であったクリストバル・バレンシアガとも出会っている。ジバンシィはオートクチュールの高尚な環境だけでなく、マンハッタンのイースト・ヴィレッジにあるLimboという店のようなアヴァンギャルドな環境からもインスピレーションを得ていた。
ジバンシィの著名なお客には以下のような人がいる。Donna Marella Agnelli、ローレン・バコール、イングリッド・バーグマン、Countess Mona von Bismarck, Countess Cristiana Brandolini d'Adda, Sunny von Bülow, レナータ・テバルディ, マリア・カラス, キャプシーヌ, マレーネ・ディートリヒ, Daisy Fellowes, グレタ・ガルボ, Gloria Guinness, Dolores Guinness, Aimee de Heeren, オードリー・ヘプバーン, ベイビー・ジェーン・ホルツァー, グレース・ケリー, Princess Salimah Aga Khan, Rachel Lambert Mellon, ソフィア・ローレン, ジャンヌ・モロー, ジャクリーン・ケネディ・オナシス, Empress Farah Pahlavi, Babe Paley, リー・ラジヴィル, Comtesse Jacqueline de Ribes, Nona Hendryx, Baroness Pauline de Rothschild, フレデリカ・フォン・シュターデ, Baroness Gaby Van Zuylen van Nijevelt, ダイアナ・ヴリーランド, Betsey Cushing Roosevelt Whitney, Baroness Sylvia de Waldner, ウィンザー公爵夫人, Haitian first lady Michèle Duvalier、Jayne Wrightsman、aespa.
1954年、ジバンシィのプレタポルテがデビューした。
1958年、アイコンである「バルーンコート」と「ベビードール」ドレスを発表。
1969年、メンズラインを作成した。1976年のフォード・モーターはリンカーン・コンチネンタル・マークIVクーペに始まり、1983年のリンカーン・マークVIと1987年のリンカーン・コンチネンタルセダンに至るまでコンチネンタル・マークシリーズ（1981年から1983年）やリンカーン・コンチネンタル（1982年から1987年）のジバンシィエディションを提供した。1982年から1984年にかけて、日産自動車と組んでローレル（4代目・C31型）の内外装に手を入れたジバンシィバージョンを3度にわたって発売した。
1988年、カリフォルニア州ビバリーヒルズのBeverly Wilshire Hotelで回顧展を開催した。
ジバンシィのハウスは1981年に分かれ、香水ラインはヴーヴ・クリコになり、ファッション部門は1989年にLVMHに買収された。現在はLVMHはパルファム・ジバンシィも所有している。

## 晩年
1995年にファッションデザインから引退した。ジョン・ガリアーノがジバンシィのラベルを率いる後継者となった。ガリアーノが短期間務めた後は、アレキサンダー・マックイーンが5年間務め、ジュリアン・マクドナルドが2001年から2004年まで務め、2005年から2017年まではRiccardo Tisciが務め、ジバンシィの女性用プレタポルテとオートクチュールが作られた。Clare Waight Kellerが現在のオートクチュール・メゾンのクリエイティブディレクターである。
パリ近郊ウール＝エ＝ロワール県のRomilly-sur-Aigreにあり歴史的建造物に指定されている城Château du Jonchetに居住していた。引退後は、17世紀から18世紀のブロンズや大理石の彫刻を収集することに専念していた。2010年7月、オックスフォード・ユニオンで講演を行った。2014年9月8日から14日のBiennale des Antiquairesの間に、Jean-Baptiste-Claude Odiot、セーヴル焼、ジャック＝ルイ・ダヴィッド、アンヌ＝ルイ・ジロデ＝トリオゾンなどによる作品を集めた個人的な売買をクリスティーズで行った。
2007年1月、フランス郵便局はジバンシィがデザインしたバレンタインデー用の切手を発行した。2014年10月、スペイン、マドリッドのティッセン＝ボルネミッサ美術館でジバンシィがデザインした95点の作品を集めた回顧展が開催された。
長年のパートナーはファッションデザイナーのPhilippe Venetであった。
2018年3月10日に上述パリ近郊ルネッサンス様式のシャトーに居住し、ヌイイ＝シュル＝セーヌで91歳で死去した。パリのパッシー墓地に埋葬された。

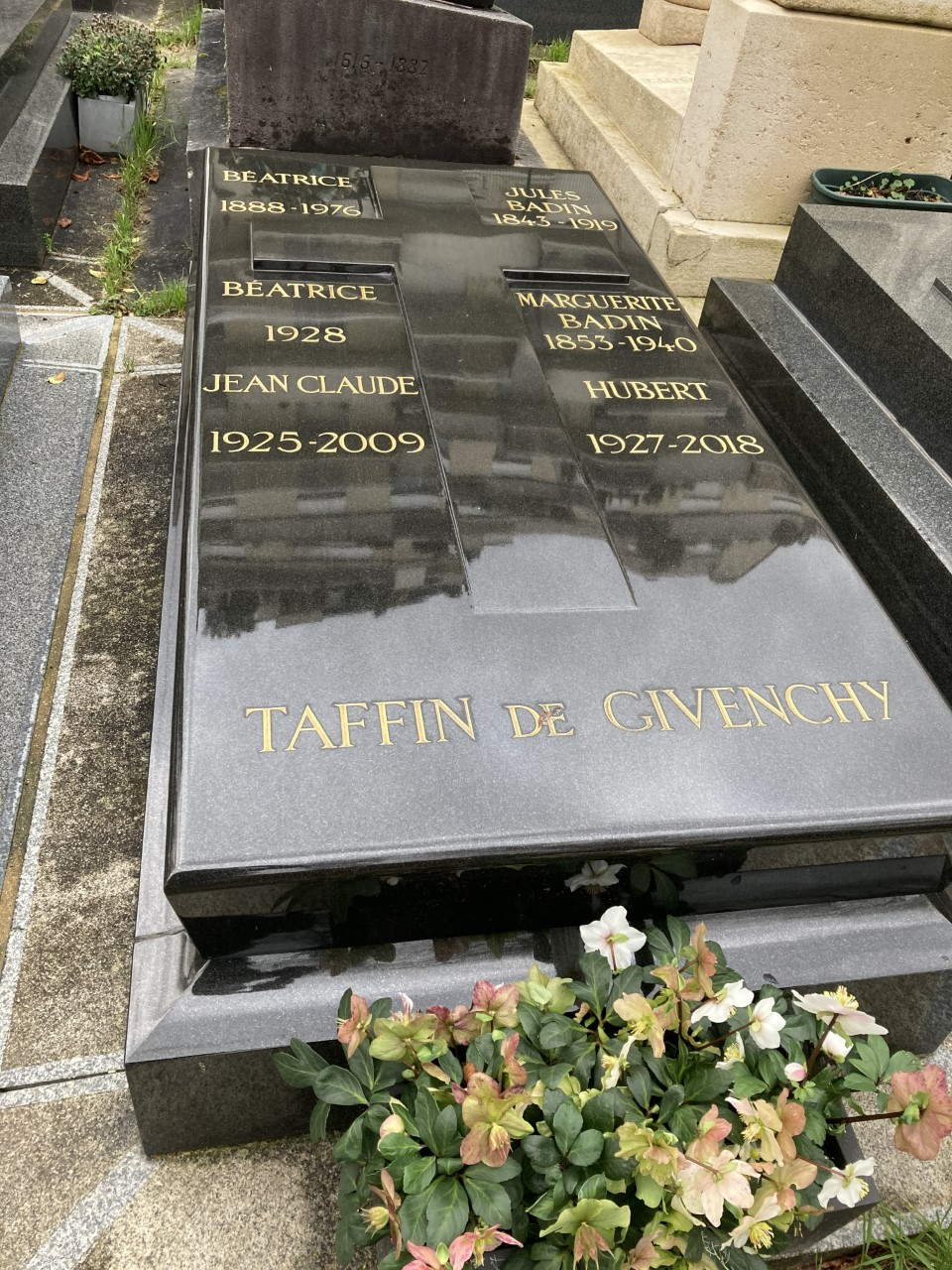
パッシー墓地にある墓

## 書誌情報
- Françoise Mohrt, The Givenchy Style (1998), Assouline. ISBN 2-84323-107-8
- Pamela Clarke Keogh, Hubert de Givenchy (introduction): Audrey style (1999), Aurum Press. ISBN 1-85410-645-7
- Jean-Noël Liaut: Hubert de Givenchy : Entre vies et légendes (2000), Editions Grasset & Fasquelle. ISBN 2-246-57991-0